# Horridohypnum
Horridohypnum là một chi rêu trong họ Sematophyllaceae.